# Sério (Brésil)
Pour les articles homonymes, voir Serio.
Sério est une municipalité de l’État de Rio Grande do Sul, au Brésil.